# Alegranza
Alegranza – niezamieszkana wyspa, należąca do archipelagu Wysp Kanaryjskich (dokładnie do Archipelagu Chinijo), znajdująca się na północ od wyspy Lanzarote i administracyjnie z nią związana (gmina Teguise). Wraz z pozostałymi wyspami archipelagu Wysp Kanaryjskich jest zaliczana do Makaronezji.
Jej powierzchnia wynosi 10,2 km², najwyższe wzniesienie wynosi 289 m i zlokalizowane jest w południowej części wyspy w Montaña de Alegranza, z kraterem wulkanicznym o średnicy 1,1 km (widocznym na zdjęciu satelitarnym). Północna część wyspy jest płaska. Na wschodnim wybrzeżu zlokalizowana jest latarnia morska Punta Delgada zasilana energią słoneczną. Moc jej halogenowej lampy wynosi 150 W.

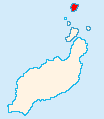
Lokalizacja Alegranzy
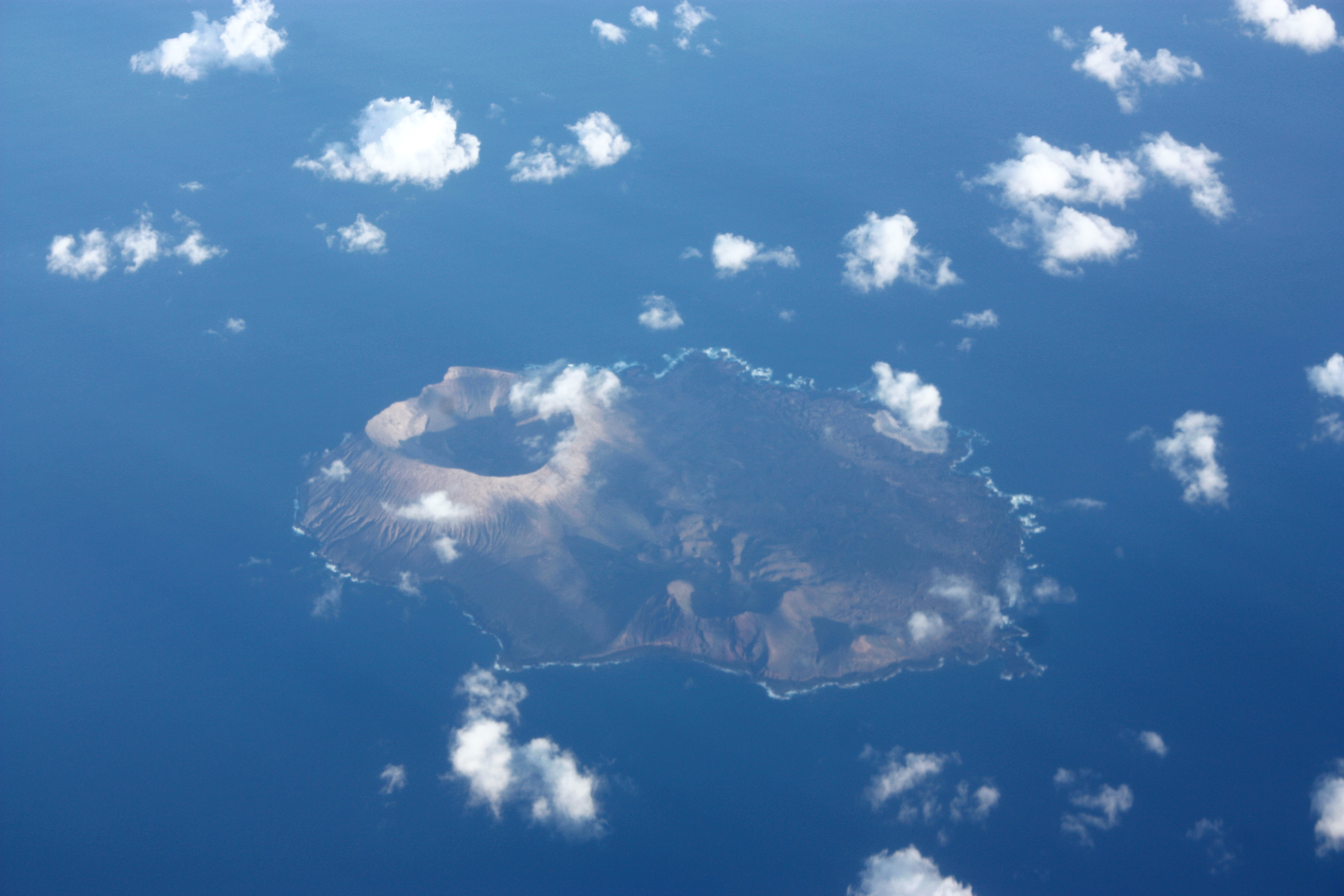
Alegranza – zdjęcie lotnicze
Widok 3D